# Río Larráun
El río Larráun (Larraun en euskera) nace en el término municipal de Larráun, cerca de los concejos de Iribas y Baraibar, la mayor parte de su cuenca está situada en el término municipal de Larraun. Buena parte de su recorrido se sitúa en el entorno de la vía verde del Plazaola, hasta alcanzar el municipio de Irurzun, donde vierte sus aguas en al río Araquil.

## Descripción geográfica
El río Larraun nace en la vertiente nordeste de la Sierra de Aralar, a pocos metros pierde sus aguas en un sumidero que surge en el nacedero de Basakaitz, cerca de la localidad y concejo de Iribar. Recibe en su curso alto las aguas provenientes de la vertiente sur del Puerto de Azpiroz y del Alto de Huici (ambos situados en la zona norte del municipio de Larraun), posteriormente recibe las aguas del río Basaburúa. Tiene un recorrido de 19 km, la mayor parte situado en el término municipal de Larráun. atraviesando los concejos de Iribar, Alli y, tras alcanzar la muga de Lecumberri, continúa por  Muguiro y Arruiz; después atraviesa el municipio de Imoz, en concreto los concejos de Urriza y Latasa, y entra en el muniicipio de Araquil (concejo de Echeverri), y por el desfiladero de Dos Hermanas, pasa al municiìo de Irurzun, tras atravesar esta localidad, continúa por Izurdiaga y Urrizola, concejos del municipio de Araquil, desembocando en el río Araquil. Su cuenta tiene una superficie de 221 km2, abarcando parte de los municipios de Larráun, Lecumberri, Bsaburúa Mayor, Imoz y Araquil.

## El río y el valle de Larráun
El río Larráun dio nombre al valle histórico de Larráun, una de las unidades político-administrativas del antiguo reino de Navarra. En realidad la cuenca del río Larráun no cubre todo el valle histórico, pues la parte noroeste y norte envía sus aguas al Cantábrico. Tras la promulgación de la  ley paccionada de Navarra, que preveía que los Ayuntamientos se elegirían y organizarían por las reglas generales aplicables a toda la Nación. el valle de Larráun pasó a constituir el municipio del mismo nombre; en 1995 Lecumberri, uno de los dieciséis concejos que formaban el municipio, se segregó, constituyendo un muniicipio propio, manteniéndose los restantes quince concejos en el actual municipio de Larraun.
El valle queda atravesado del sur al norte por la vía verde del Plazaola, que sigue la traza del antiguo ferrocarril, hasta la entrada en el municipio de Lecumberri el trazado de la vía se siúa en paralelo al río Larráun.